# Pürbach
Pürbach ist eine Ortschaft und eine Katastralgemeinde der Stadtgemeinde Schrems im Bezirk Gmünd in Niederösterreich mit 232 Einwohnern (Stand 1. Jänner 2024).

## Geografie
Das südlich von Schrems inmitten von Teichen gelegene Dorf wird über die Landesstraße L66 erschlossen, die im Ort die Franz-Josefs-Bahn kreuzt, wo sich auch der Bahnhof Pürbach-Schrems befindet. Nördlich der Bahnlinie liegt der historische Ortskern und südlich wurden im 20. Jahrhundert zahlreiche Einfamilienhäuser errichtet. Ganz im Osten des Ortes befindet sich seit 1986 das Waldviertler Hoftheater. Am 1. April 2020 umfasste die Ortschaft 125 Adressen.

## Geschichte
Die Bauern und Kleinhäusler erhielten ihre Böden im Rahmen der Aufteilung von Dominikalgründen. Im Jahr 1822 wurde der Ort als Dorf mit 23 Häusern genannt, das nach Langschwarza eingepfarrt war, wohin auch die Kinder eingeschult wurden. Die Herrschaft Kirchberg am Walde besaß die Ortsobrigkeit, übte die Landgerichtsbarkeit aus, besorgte die Konskription und hatte die Grundherrschaft inne. Laut Adressbuch von Österreich waren im Jahr 1938 in der Ortsgemeinde Pürbach drei Fleischer, drei Gastwirte, drei Gemischtwarenhändler, ein Landesproduktehändler, ein Schmied, ein Schuster, ein Viehhändler und ein Viktualienhändler ansässig. Im Zuge der Niederösterreichischen Kommunalstrukturverbesserung trat die damalige Ortsgemeinde Pürbach per 1. Jänner 1972 der Stadtgemeinde Schrems bei.

## Siedlungsentwicklung
Zum Jahreswechsel 1979/1980 befanden sich in der Katastralgemeinde Pürbach insgesamt 80 Bauflächen mit 35.127 m² und 83 Gärten auf 30.262 m², 1989/1990 waren es 76 Bauflächen. 1999/2000 war die Zahl der Bauflächen auf 318 angewachsen und 2009/2010 waren es 144 Gebäude auf 327 Bauflächen.

## Landwirtschaft
Die Katastralgemeinde ist landwirtschaftlich geprägt. 258 Hektar wurden zum Jahreswechsel 1979/1980 landwirtschaftlich genutzt und 47 Hektar waren forstwirtschaftlich geführte Waldflächen. 1999/2000 wurde auf 185 Hektar Landwirtschaft betrieben und 77 Hektar waren als forstwirtschaftlich genutzte Flächen ausgewiesen. Ende 2018 waren 177 Hektar als landwirtschaftliche Flächen genutzt und Forstwirtschaft wurde auf 86 Hektar betrieben. Die durchschnittliche Bodenklimazahl von Pürbach beträgt 26,2 (Stand 2010).

## Kultur
- Waldviertler Hoftheater mit einem Repertoire vom klassischen Drama bis zum Kabarett